# 王壯為
王壯為（1909年—1998年），本名沅禮，自號壯為，晚年自署漸齋、漸翁、忘漸老人等，齋名玉照山房，男，直隶（今河北）易縣人，中華民國書法家。

## 生平
幼隨父親讀書、習字，及長學刻印。1937年投筆從戎，轉戰沙場，以迄抗戰勝利。
以「壯為」筆名替人刻印，漸活躍於藝壇。1949年隨國民政府來臺，先後任職於省立博物館、國立故宮博物院、教育廳、行政院及總統府等，同時在臺灣師範大學、臺灣藝術專科學校（今國立台灣藝術大學）、中國文化大學等講授書法、篆刻、題畫研究及書法史等課程。
業餘又結合志同道合之士先後成立海嶠印集及中華民國篆刻學會。

## 著作
著作有《玉照山房集選》、《石陣鐵書室壬戌朱墨印拓》、《王壯為書陸游入蜀記節本》、《書法研究》、《書法叢談》、《石陣鐵書室丙辰日誌摘鈔》等。

## 题字

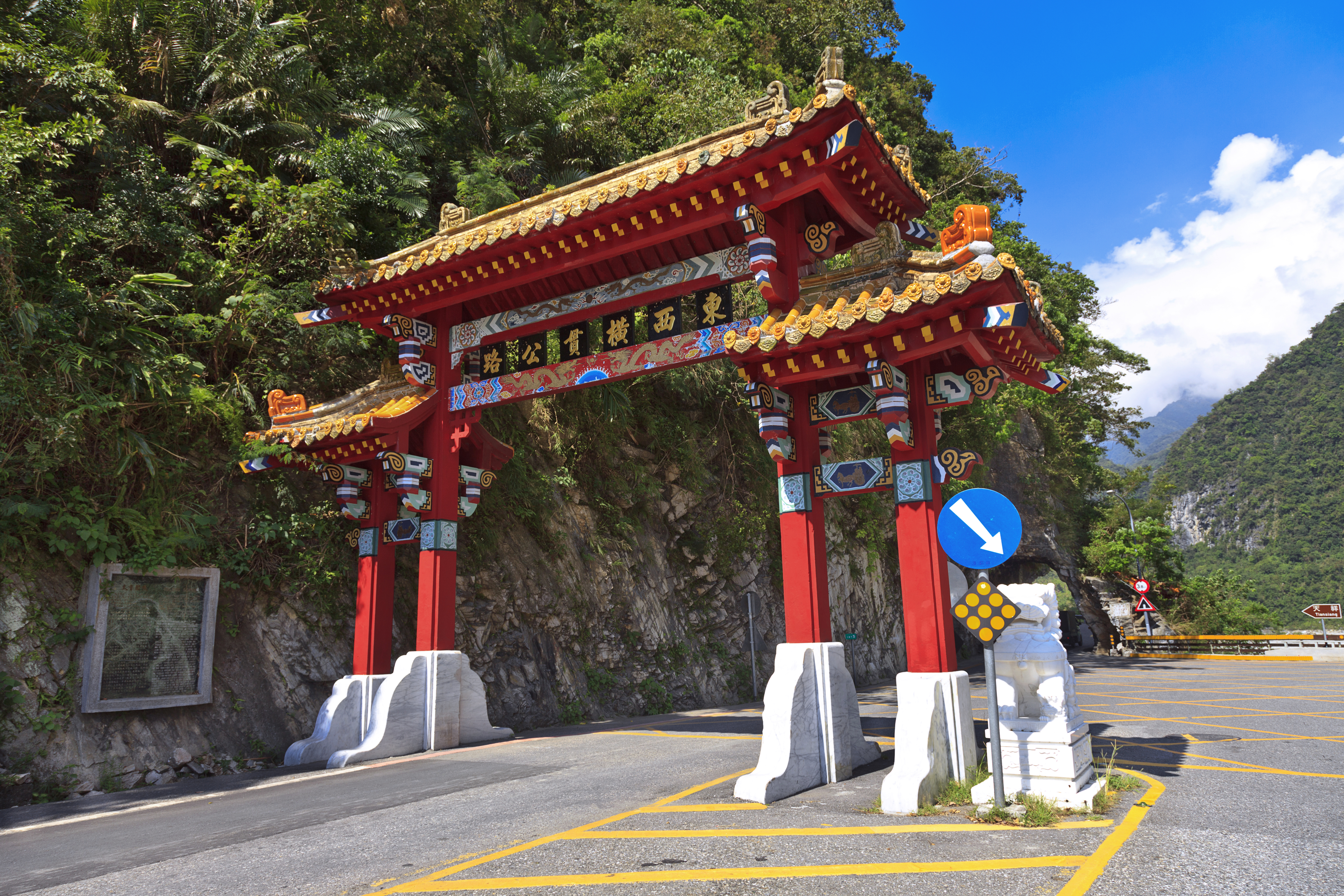
太魯閣牌樓

中橫公路東側入口太魯閣牌樓上之「東西橫貫公路」6字，為其所題。

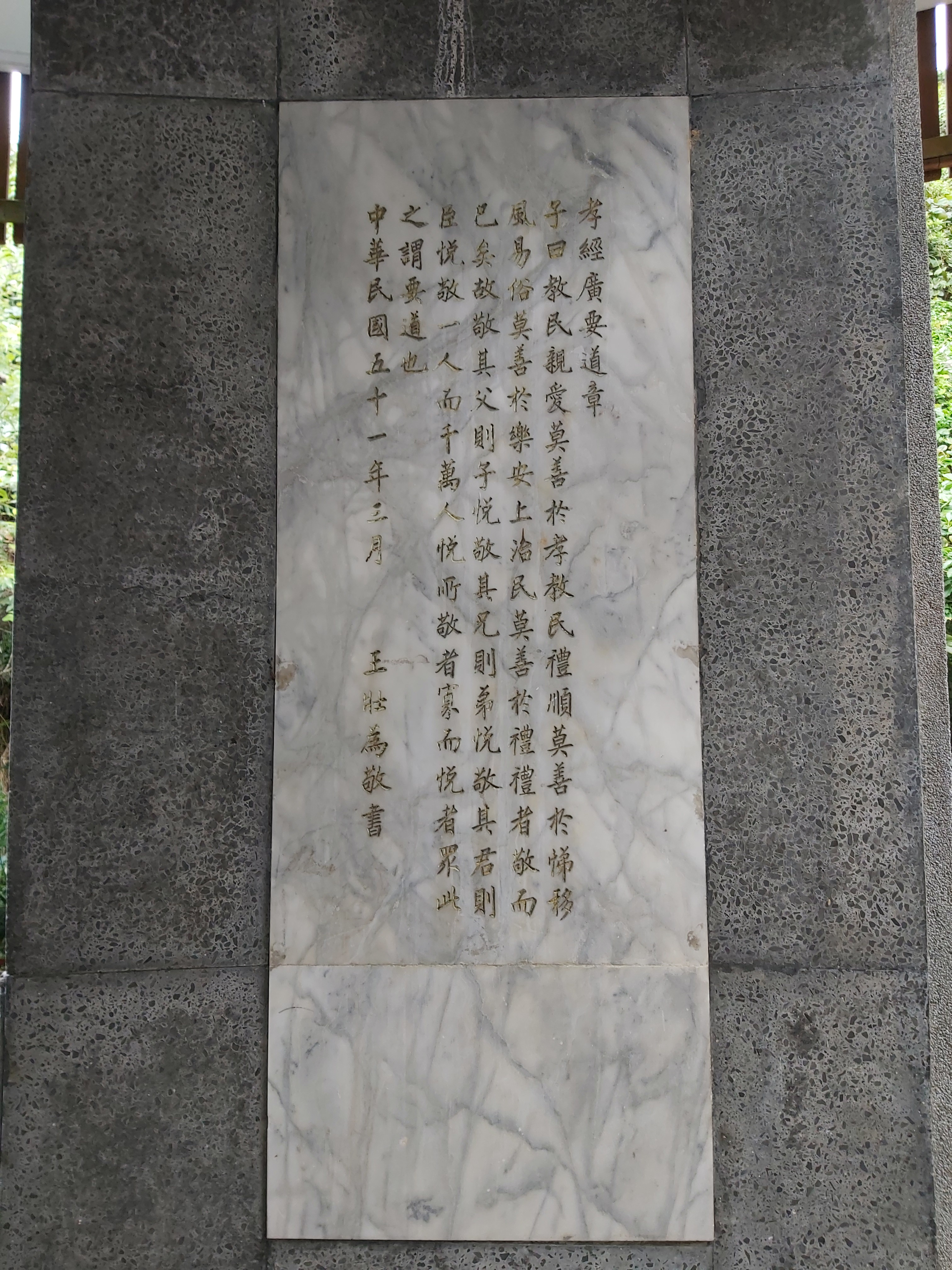
日月潭杏壇
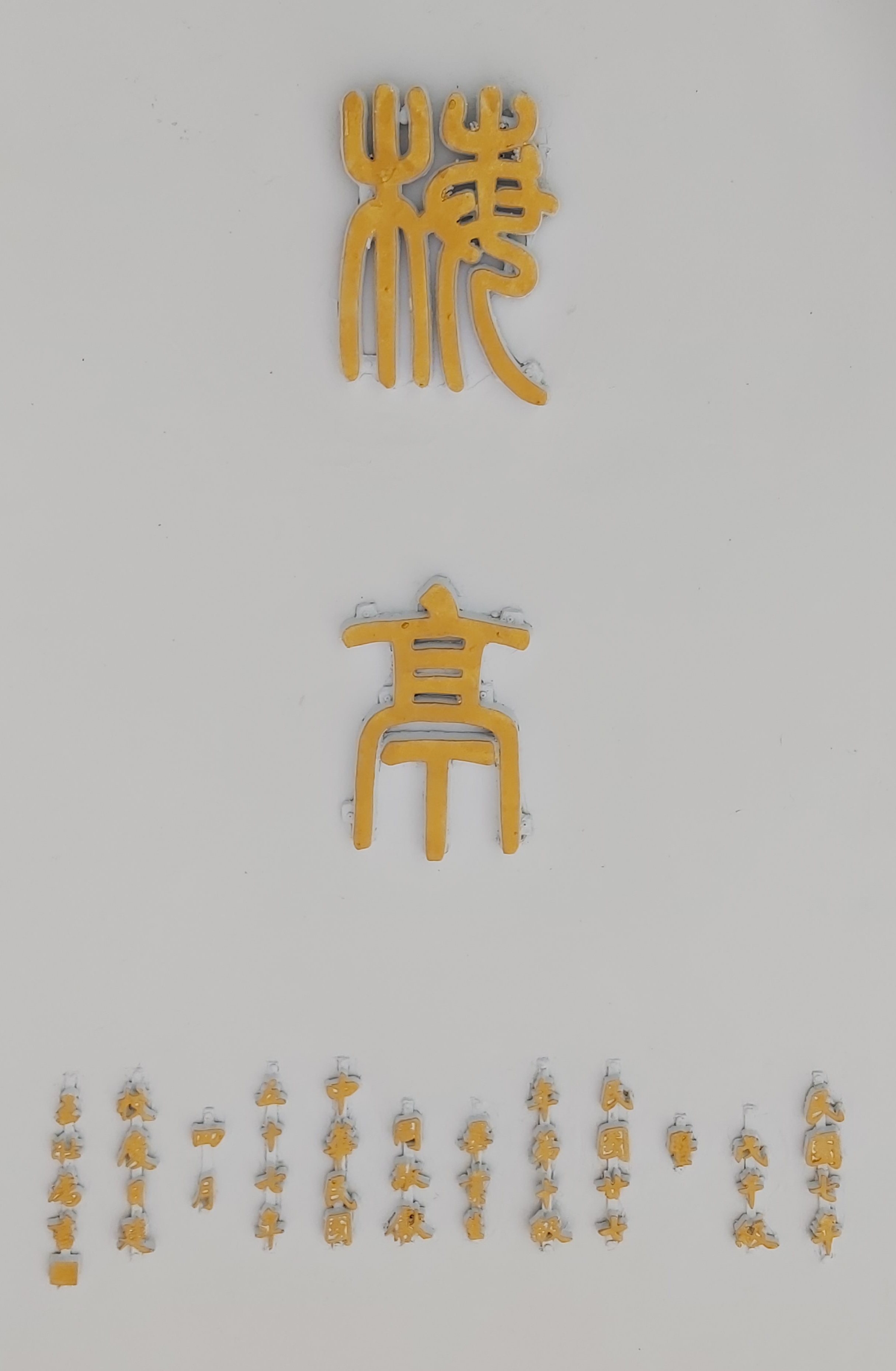
清大梅園梅亭